# La força de la tendresa. La història continua
La força de la tendresa. La història continua (títol original: The Evening Star) és una pel·lícula estatunidenca dirigida per Robert Harling estrenada l'any 1996, i continuació del film La força de la tendresa estrenat l'any 1983, amb la mateixa actriu principal, Shirley MacLaine. Ha estat doblada al català.

## Argument
A Texas, més de 10 anys després de la mort de la seva filla, els altercats de la sexagenària Aurora Greenway (Shirley MacLaine) amb el seu entorn (els seus nets, la seva governanta Rosie) i la seva aventura amorosa amb Jerry Bruckner, un jove psiquiatre (Bill Paxton), fent-la rivalitzar amb Patsy Carpenter, de 25 anys la seva filla petita i millor amiga de la seva filla morta (Miranda Richardson).

## Repartiment
- Shirley MacLaine: Aurora Greenway
- Bill Paxton: Jerry Bruckner
- Juliette Lewis: Melanie Horton
- Miranda Richardson: Patsy Carpenter
- Ben Johnson: Arthur Cotton
- Scott Wolf: Bruce
- George Newbern: Tommy Horton
- Marion Ross: Rosie Dunlop
- Mackenzie Astin: Teddy Horton
- Donald Moffat: Hector Scott
- Jack Nicholson: Garrett Breedlove
- China Kantner: Jane

## Premis i nominacions
- Premis Society of Texas Film Critics 1996: Premi a la millor actriu secundària a Miranda Richardson.
- Premis Blockbuster Entertainment 1997: Premi del millor segon paper femení en un film dramàtic a Juliette Lewis.
- Premis Lone Star Film & Television 1997:
- Premi a la millor actriu a Shirley MacLaine,
- Premi al millor guió a Robert Harling,
- Premi a la millor actriu secundària a Marion Ross.
- 1996: Globus d'Or: Nominada a millor actriu secundària (Marion Ross)
- 1996: Premis Satellite: Nominada a millor actriu secundària (Miranda Richardson)

## Crítica
- "Menys divertida que l'anterior, però amb algunes escenes que fan riure molt"[3]
- "Com sol passar, en les segones parts la força és menor. La tragèdia s'espesseix i el plor més que amargar empatxa"[4]